# Hailé Pinheiro
Hailé Salessiê de Goiás Pinheiro (Itaberaí, 13 de junho de 1936 – Goiânia, 7 de setembro de 2022), mais conhecido como Hailé Pinheiro ou simplesmente Seu Hailé, foi um empresário e dirigente esportivo brasileiro, conhecido por ter sido Presidente do Goiás Esporte Clube por mais de cinco décadas, e até hoje é considerado o dirigente mais atuante e emblemático da história do clube.
Quando nasceu, chamaria-se Antônio, por causa do santo católico homenageado no dia. Mas quando o pai dele foi fazer o registro, resolveu homenagear o Imperador da Etiópia, Hailê Salassiê, que se destacou por defender o país africano e ser um defensor das causas humanitárias. Mais tarde, o dirigente acrescentaria o nome do clube em que fez história, e se tornaria Hailé Salassié de Goiás Pinheiro.
Jogou futebol pela equipe do Goiânia Esporte Clube e em outros clubes de Goiânia, mas uma lesão no joelho o afastou da carreira. Ele chegou ao Goiás Esporte Clube no dia 5 de junho de 1963, aos 26 anos de idade, convidado pelo primo Olinto Pinheiro. O mesmo relatou o fato em uma entrevista ao jornalista Jackson Abrão:
“Estava na loja de venda de peças, na Avenida Anhanguera, quando apareceu meu primo e disse: ‘O Goiás está numa crise danada, sem direção e sem presidente. Quer ir numa reunião?’ Nesse dia eu saí da reunião como presidente. Eu tinha apenas 26 anos”. 
Hailé Pinheiro foi um dos responsáveis pela construção da sede da Serrinha, no terreno adquirido pelo Goiás Esporte Clube, na década de 60. O terreno era de propriedade municipal e foi trocado pela área onde hoje fica o Colégio Marista. No local, foi construído, além da sede administrativa, campos de futebol, a concentração e o Ginásio Luiz Torres de Abreu. Se o Goiás hoje tem uma das maiores estruturas entre os clubes de futebol do país, o Seu Hailé é considerado o grande responsável. Isso sempre foi uma obsessão do dirigente, que com as próprias mãos, dirigindo caminhão com materiais, ajudou a construir a Sede da Serrinha.
Daí em diante, a sede do Goiás cresceu, também pela mão de outros gestores, mas sempre tendo a figura de Hailé Pinheiro por perto. Em 1995, o Goiás construiu o Estádio Hailé Pinheiro, que leva seu nome como homenagem. Já na gestão de Raimundo Queiroz, em 2003, o complexo foi modernizado. Dez anos depois, sob o comando de João Bosco Luz, o Estádio Hailé Pinheiro passou por reformas para receber a Seleção Brasileira antes da Copa das Confederações. Foi colocado um novo gramado, de padrão Fifa, que é utilizado nas arenas de Copa do Mundo. Entre outras obras, foram construídos vestiários modernos e uma nova sala de imprensa. Em julho de 2018, na gestão de Marcelo Almeida, teve início a reforma de ampliação das arquibancadas. Entre os meses de outubro e novembro de 2019, o Estádio da Serrinha sediou oito partidas da Copa do Mundo FIFA Sub-17 de 2019. Nos dias atuais, o estádio recebe todos os jogos do Goiás como mandante em competições regionais, nacionais e internacionais, como o Campeonato Goiano, a Copa Verde, o Brasileirão Série A, a Copa do Brasil e a Copa Sul-Americana.
Faleceu ao lado da família, na manhã do dia 7 de setembro de 2022, ele tinha 86 anos e lutava contra um câncer na garganta. O seu velório foi aberto ao público e ocorreu no estádio que leva o seu nome.
- Ver também:
▪︎ Goiás Esporte Clube
▪︎ Estádio Hailé Pinheiro